# Enterocyt

Schéma enterocytu

Enterocyt je jednoduchá cylindrická epitelová buňka, která se nachází v tenkém a tlustém střevu. Její glykokalyx obsahuje trávicí enzymy, tento hlen je produkován pohárkovými buňkami, jež se nacházejí ve vrstvě epitelu. Mikroklky (microvilli intestinales) jsou buněčné vychlípeniny, které zvyšují povrch střeva a tím i absorpci živin. Absorbované molekuly putují do krevního řečiště. Každým mikroklkem také prochází lymfatická céva.